# Rundfunkpropaganda im Zweiten Weltkrieg
Der Zweite Weltkrieg war der erste Krieg in der Geschichte der Menschheit, in dem mittels Rundfunkpropaganda große Teile der Bevölkerung eines feindlichen oder neutralen Staates unmittelbar und fast ohne Interventionsmöglichkeit der anderen Regierung mit Informationen über Kriegsverlauf, politische Absichtserklärungen und Ankündigungen künftiger Sanktionen gegen Kriegsverbrecher beeinflusst wurden. Die Sanktionen gegen das Mithören sogenannter Feindsender waren sehr unterschiedlich: In Großbritannien blieb z. B. das Mithören dieser Sender ohne rechtliche Folgen. Im NS-Staat, wo seitens der Machthaber dafür die Bezeichnung Rundfunkverbrechen eingeführt worden war, musste man empfindliche Zuchthausstrafen fürchten. Nicht wenige Deutsche bezahlten die (mündliche oder schriftliche) Weiterverbreitung von solchen Feindstaaten-Meldungen ab 1941 mit ihrem Leben.
Die NS-Propaganda benutzte als erste den Rundfunk als Waffe im propagandistischen Kampf. Propagandaminister Joseph Goebbels hielt schon 1933 den Rundfunk für das modernste Massenbeeinflussungsmittel, das es gab. Bereits wenige Wochen nach Kriegsbeginn wurden täglich 113 deutsche Sendungen in 15 Fremdsprachen ausgestrahlt. Großbritannien wurde wichtigstes Ziel der deutschen Auslandsrundfunkpropaganda mit täglich 20 englischsprachigen Sendungen. Andererseits wurde 1940 der deutschsprachige Dienst der BBC zur wichtigsten Informationsquelle für diejenigen Deutschen, die dem Einheitsprogramm des notorischen Lügners Goebbels nicht trauten und den Mut aufbrachten, „Feindsender“ zu hören.

## Beginn und Ende
Der Zweite Weltkrieg begann in Europa mit einem fingierten, angeblich polnischen Überfall auf den Sender Gleiwitz am Abend des 31. August 1939. Die deutsche Bevölkerung wurde am nächsten Tag stündlich durch Rundfunksondermeldungen unterrichtet, dass der Führer Adolf Hitler daher der Wehrmacht befohlen habe, in Polen einzumarschieren: „Seit 5 Uhr 45 wird zurückgeschossen!“
So, wie der Zweite Weltkrieg mit einer Lüge im Rundfunk begonnen hatte, so wurden bis zum Schluss des Krieges über den deutschen Rundfunk Unwahrheiten verbreitet. Am 1. Mai 1945, abends, gab der Rundfunksprecher des Hamburger Reichssenders bekannt, dass der Führer Adolf Hitler in seinem Befehlsstand in der Reichskanzlei bis zum letzten Atemzuge gegen den Bolschewismus kämpfend für Deutschland gefallen sei. In Wahrheit entkam Hitler seiner möglichen Gefangennahme, indem er Selbstmord beging. Im Anschluss an diese Lüge wurde eine Rede von Karl Dönitz gesendet, in welcher dieser wahrheitswidrig sagte, der Tod habe den Führer „an der Spitze seiner Truppen“ ereilt.

## Sender
Pünktlich zu Kriegsbeginn wurde mit der Verordnung über außerordentliche Rundfunkmaßnahmen das Abhören ausländischer Sender verboten. Dies schloss auch die Sender derjenigen Staaten ein, die neutral zum NS-Staat standen, und sogar mit ihm befreundete Länder. Die einzelnen Reichssender waren bereits am 1. Januar 1939 zum Großdeutschen Rundfunk vereinigt worden und strahlten ab Juni 1940 nur noch zwei Vollprogramme aus. Marschmusik statt Tanzmusik und ständige Lageberichte von der Kriegsfront dominierten. Es begann das Wunschkonzert für die Wehrmacht – die Brücke zwischen Heimat und Front. Stars wie Zarah Leander und Hans Albers sollten den Soldaten Mut und Kraft zum Weiterkämpfen geben.
Nach Kriegsbeginn ging der Goebbels-Vertraute und neu ernannte Leiter der Rundfunkabteilung des Propagandaministeriums, Alfred-Ingemar Berndt, daran, die Rundfunklandschaft den Erfordernissen der Kriegsführung anzupassen. Ein Großteil des journalistischen und technischen Personals wurde in die Propagandakompanien der Wehrmacht eingezogen, die Sendepläne wurden ausgedünnt. Etwa ab Mitternacht bis zum Sendebeginn um 5.00 oder 6.00 Uhr morgens war eine Sendepause. Diese wurde durch das Programm des Deutschlandsenders ausgefüllt, der mittags um 12.30 Uhr mit seinen Sendungen begann, die nach den Frühnachrichten endeten.
Ende 1942 gab es bereits 16 Millionen deutsche Rundfunkteilnehmer. Zur gleichen Zeit zeigte sich die oft lebenswichtige Aktualität des Mediums Rundfunk: Die ersten Meldungen über angreifende Bomberverbände scheuchten die Menschen in die Luftschutzkeller. Das Radio brachte im Dauerbetrieb Luftlage- und Kriegsberichte.

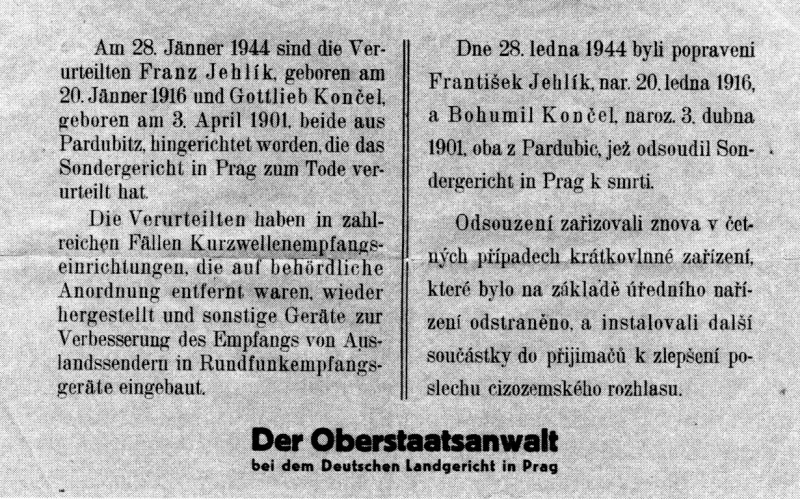
Zwei Todesurteile für den Umbau von Radioempfängern; 28. Januar 1944

Im Zweiten Weltkrieg war die BBC (mit 11.500 Mitarbeitern in London) neben Radio Beromünster (s. u.) eine wichtige ausländische Informationsquelle für Millionen Radiohörer in Europa. Deren deutschsprachiger Dienst konnte über den leistungsstarken Sender Droitwich bis weit nach Mitteleuropa auf der Mittel- und Langwelle gehört werden. Bereits eine Woche nach Kriegsbeginn wandte sich Jan Masaryk über die BBC an seine Landsleute in der Heimat. Damit begann die BBC ein tägliches 15-minütiges Programm auf Tschechisch auszustrahlen, dessen Mithören vom deutschen Besatzungsregime unter Androhung der Todesstrafe verboten war.
Dagegen war in Großbritannien das Hören deutscher Sender erlaubt. Während des Krieges nahm die Anzahl der Propagandasendungen in allen beteiligten Ländern zu.
Von der NS-Rundfunkpropaganda wurden britische und amerikanische Immigranten, die mit der NS-Politik sympathisierten, engagiert, um Auslandshörer auf Englisch anzusprechen. Eine Moderatorin war „Axis Sally“, deren Sendungen vom Großdeutschen Rundfunk ausgestrahlt wurden. Goebbels lancierte außerdem den Auslandsrundfunksender „Germany Calling“ in Norddeich, dessen Moderatoren unter anderem der irisch-US-amerikanische Nationalsozialist William Joyce sowie Wolf Mittler und Norman Baillie-Stewart waren. Letztgenannter wurde unter dem Spitznamen „Lord Haw-Haw“ bekannt.
Auf US-amerikanischer Seite schuf der Rundfunkjournalist Edward R. Murrow 1940 eine neue Sendeform, indem er in Livereportagen für die CBS direkt aus dem von der Luftwaffe bombardierten London berichtete. Seine Sendungen „This is London“ fesselten Millionen Zuhörer in den USA an die Radiogeräte und trugen dazu bei, die isolationistische Stimmung in den USA zurückzudrängen.
Britischerseits wurde von März 1941 bis zum Kriegsende Thomas Manns monatliche Radiosendung Deutsche Hörer! von der BBC über Mittel- und Langwelle in das deutsche Reichsgebiet ausgestrahlt. Etwa 25 % deutsche Hörer hörten heimlich zu. Hitler selbst beschimpfte in einer Rede im Münchner Hofbräuhaus den Autor als jemanden, der das deutsche Volk gegen ihn und sein System aufzuwiegeln versuche.
Das vom deutschen Soldatensender Belgrad seit August 1941 ausgestrahlte Lied „Lili Marleen“ wurde jeden Abend von Millionen Soldaten in ganz Europa und Nordafrika und ab Januar 1942 auch von alliierten Soldaten in einer englischen Fassung gehört, bis es im April 1942 von Joseph Goebbels verboten wurde, weil dieser von Lale Andersens Kontakten zu Schweizer Juden erfahren hatte.
Im Mai 1942 sendete die BBC erstmals glaubwürdige Berichte über die Ermordung polnischer Juden.
Über Radio Moskau sprach der deutsche Generalfeldmarschall Paulus nach der Niederlage von Stalingrad zu deutschen Hörern.
Auf dem deutschen U-Boot U 96, auf dem Lothar-Günther Buchheim Ende 1941 als Kriegsberichterstatter eine Feindfahrt mitmachte, wurden regelmäßig britische, US-amerikanische oder russische „Feindsender“ abgehört.
Auch Störsender wurden eingesetzt, um unerwünschte „Feindpropaganda“ zu verunmöglichen oder eigene Propaganda im Programm eines Feindsenders zu platzieren, wie die vom Moskau aus gezielt in Hitlers letzte Silvesteransprache eingefügte Geisterstimme.

## Relevanz

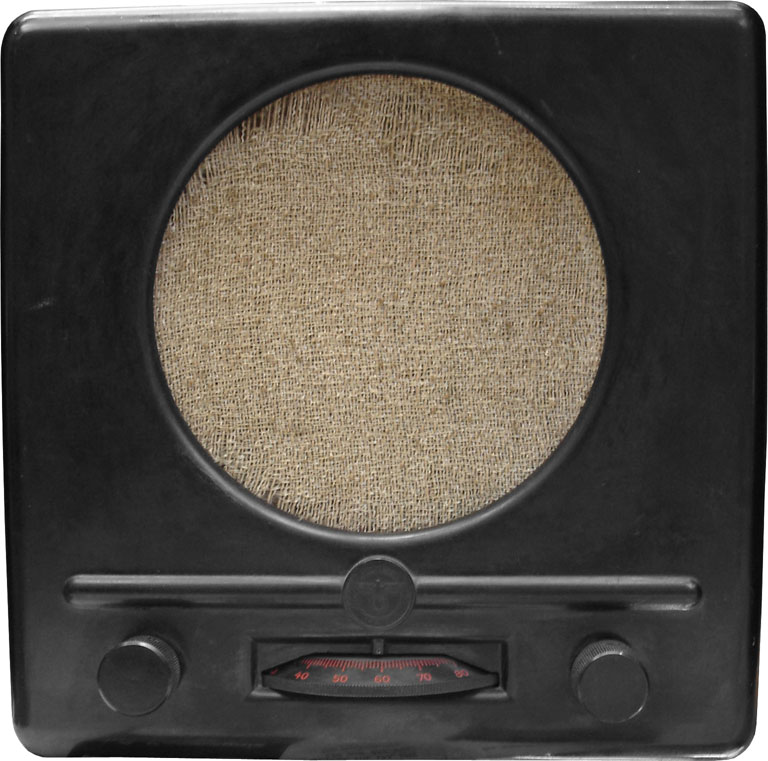
Volksempfänger, Typ DKE38 (Deutscher Kleinempfänger, gebaut von 1938 bis 1945)

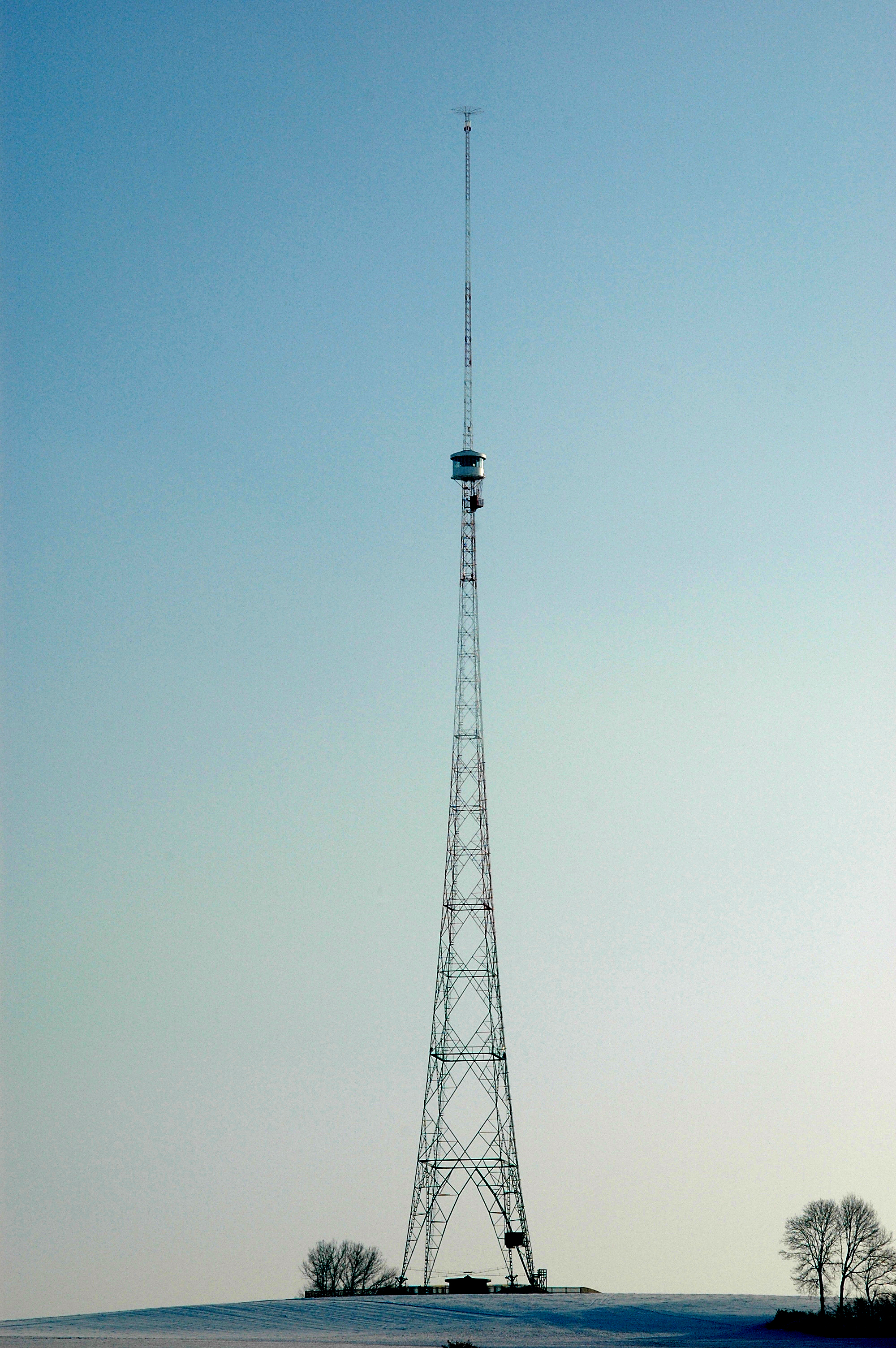
Blosenbergturm, Sender Beromünster

Die Sendungen der BBC, der „Stimme Amerikas“, des Senders „Freies Deutschland“, von Radio Moskau, Radio Vatikan und dem Schweizer Sender Beromünster führten zwar dazu, dass 16 Millionen deutsche Haushalte, die (1943) Rundfunkgebühren zahlten, hinreichend über die zunehmend hoffnungslose militärische und politische Lage Deutschlands informiert sein konnten. Keinem Sender gelang es, eine mehrheitlich kritische Meinung gegenüber dem Regime in Deutschland herbeizuführen. Wie viele Deutsche heimlich BBC, die umfangreichste ausländische Informationsquelle, hörten, lässt sich nicht sagen. Schätzungen schwanken zwischen einer und zehn Millionen Hörern. Viele hörten diese Auslandssender auch deswegen, weil Grüße von kriegsgefangenen deutschen Soldaten an die Heimat über den Äther gingen. In Berlin lag die Quote der BBC bei den verurteilten Rundfunkverbrechern bei 64 %. In Süddeutschland hatten 61 % der Verurteilten den Sender Beromünster gehört. Die absoluten Zahlen der Rundfunkverbrechen waren eher gering.

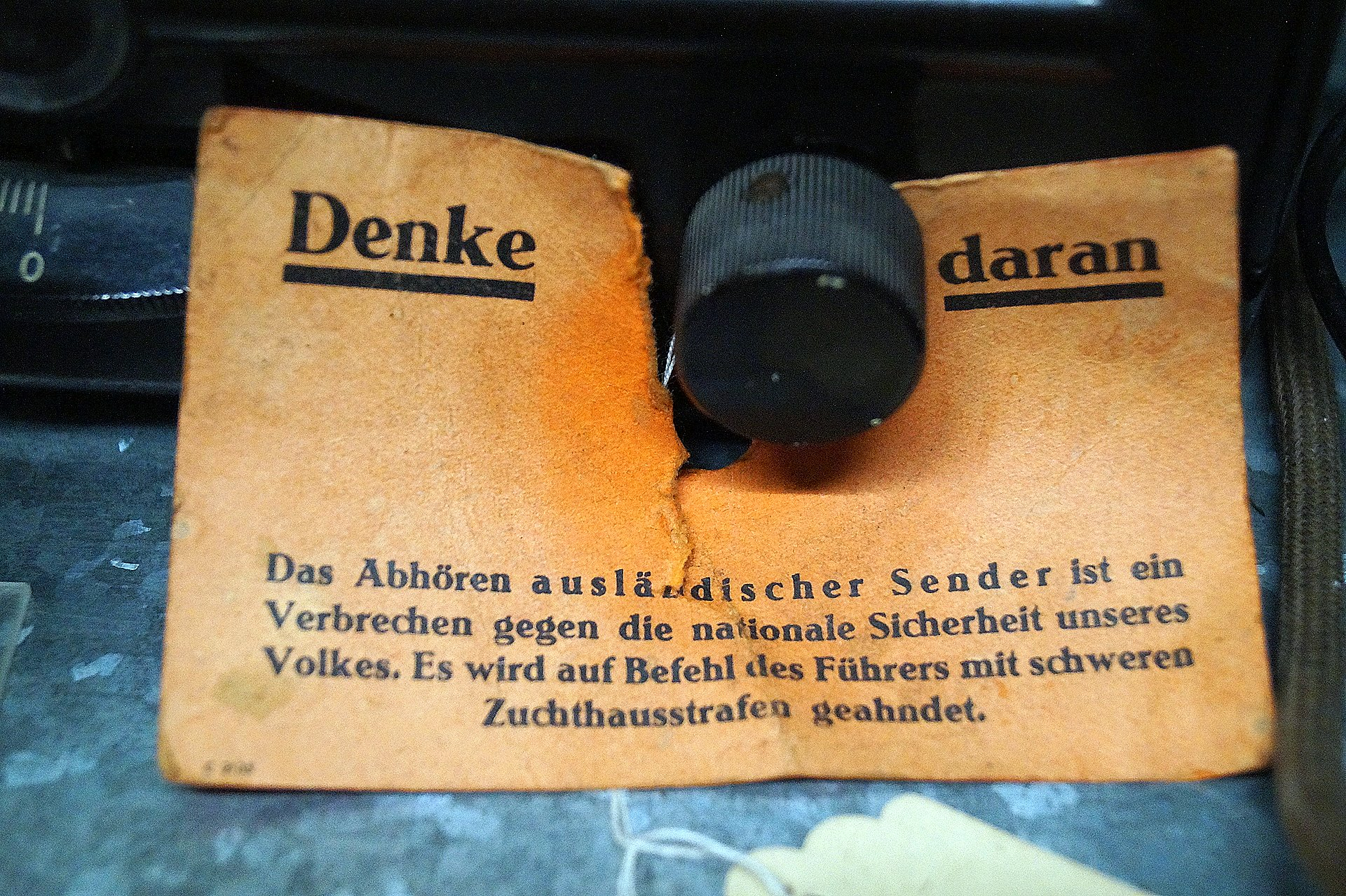
Hinweis auf das Abhörverbot ausländischer Sender, der jedem Volksempfänger beim Kauf beigelegt war

 Sofern jemand sein dadurch erworbenes Wissen nicht weitererzählt hatte, wurde das „Verbrechen“ von der Kripo häufig wie ein Kavaliersdelikt behandelt und mit der Beschlagnahme des Volksempfängers geahndet. Andernfalls konnte es geschehen, dass der Hörer von der Kripo als „Hauptübeltäter dieser Zersetzung“ festgenommen wurde und die Staatsanwaltschaft den Vorgang dem Oberreichsanwalt beim Volksgerichtshof in Berlin vorlegte. Weil das Hören von sogenannten Feindsendern streng verboten war, gab fast niemand, der aus dem Radio Bescheid wusste, sein Wissen an andere weiter – wenn doch, konnte ihm sogar „in besonders schweren Fällen“ die Todesstrafe drohen. Zum Beispiel hörten drei sogenannte „Vierergruppen“ 1941 gezielt feindliche Sender ab, verbreiteten deren Informationen und wurden deswegen vom Volksgerichtshof verurteilt.
Die wöchentlichen, jeden Freitagabend ausgestrahlten Berichte in der „Weltchronik“ von Jean Rudolf von Salis über den Schweizer Sender Beromünster galten Millionen von Hörern in Mitteleuropa als objektive Beurteilung der politischen und militärischen Lage in Europa. Allerdings urteilte er schwer nachvollziehbar milde über das Dritte Reich, erwähnte die Ermordung der Juden nur am Rande und kommentierte sie schon gar nicht. Die Weltchronik war keineswegs der „beherzte Akt des Widerstands“, als die sie später gerne hingestellt wurde. Sicher ist aber, dass es dem Nazi-Regime nicht gelungen ist, seine Sicht der Dinge vollständig durchzusetzen. In Frankreich wurde Charles de Gaulle, von der Vichy-Propaganda als Le Général micro verspottet, eine wichtige Stimme für viele französische Radiohörer.
Der britische Soldatensender Calais (Leiter: Sefton Delmer), ein Tarnsender, der für die Zielgruppe des Heeres innerhalb der Deutschen Wehrmacht sendete, wurde von vielen deutschen Hörern für einen offiziellen Wehrmachtssender gehalten. Dabei profitierte die britische Seite davon, dass sie über einen erbeuteten Hellschreiber aus deutschen Beständen verfügte und somit die offizielle deutsche Nachrichtenlage kannte und in der Lage war, diese eher und flexibler als die deutsche Seite über den Sender zu bringen. Ein weiteres Mittel, Insider-Informationen zu erhalten, war das systematische Belauschen von Gesprächen deutscher Soldaten in britischen Gefangenenlagern. Dies alles, interessant aufbereitet durch einen Mix von Musik, Sportergebnissen sowie Berichten über Ereignisse in Deutschland und Nachrichten aus dem Kriegsgeschehen, ergab eine fast perfekte Tarnung. Dies schloss den Einsatz moralzersetzender Informationen keineswegs aus.
Im deutschsprachigen Dienst der BBC kamen darüber hinaus satirische Sendungen mit Unterhaltungsgehalt zum Einsatz. Dabei wurde gern das geflügelte Wort „Wenn das der Führer wüßte“ verwendet, was die geschilderten Details glaubhaft erscheinen ließ. So zum Beispiel im Sendeformat Frau Wernicke. Darin machte sich eine Berlinerin von volksnahem Gemüt in lockerem Tonfall und gesundem Menschenverstand scharfzüngig über die Nazis lustig.
Als nach der Niederlage in Stalingrad die BBC die Nachricht verbreitet hatte, dass Moskau die Gefangennahme von 91.000 deutschen Soldaten gemeldet hatte, war der Schock über diese Niederlage unbeschreiblich. Danach glaubten fast nur noch fanatische Nationalsozialisten, dass der Krieg gewonnen werden könne. Außerdem hatte Joseph Goebbels vorher den heroischen Heldentod aller deutschen Soldaten in Stalingrad verkündet und war so öffentlich als Lügner entlarvt worden. Bei Kriegsende berichtete Edward Murrow (s. o.) in für viele Zuhörer ungewohnt schonungsloser Weise von der Befreiung des KZ Buchenwald: Er beschrieb den Zustand der Überlebenden und die Leichenberge, „aufgestapelt wie Holzscheite“.

## Die deutschen Wehrmachtberichte als Sonderform der Propaganda
Den täglichen Ankündigungen „Das Oberkommando der Wehrmacht gibt bekannt“ folgte vom ersten Tag des Überfalls auf Polen bis zur bedingungslosen Kapitulation der Wehrmacht eine Zusammenfassung der Kampfhandlungen. Diese Wehrmachtberichte wurden von der Abteilung für Wehrmachtpropaganda im Wehrmachtführungsstab des OKW herausgegeben und im Großdeutschen Rundfunk um die Mittagszeit vor den folgenden Nachrichten ausgestrahlt. Hinzu kamen im Radio mit Fanfarenstößen eingeleitete Sondermeldungen über herausragende Erfolge mit zusätzlichen Erwähnungen von Truppenteilen oder Einzelpersonen, die sich besonders ausgezeichnet hatten. Auch Aktionen der feindlichen Streitkräfte, beispielsweise Luftangriffe der Alliierten auf Kriegsziele und Städte im Reichsgebiet, wurden genannt. Die Wehrmachtberichte besaßen amtlichen Charakter und waren maßgebliche Quelle für die Kommentierung des Kriegsgeschehens in den Medien. Die 2080 gesendeten Wehrmachtberichte waren ein Gemisch aus nüchternem Militär-Rapport und politischer Propaganda und gelten Historikern als ebenso wertvolle wie fragwürdige Sekundärquelle. Berichtet wurde in knapper Form; ausführlicher, konkreter und teilweise übertrieben, wenn Erfolge zu vermelden waren; kürzer, abstrakter und verklausuliert, wenn es um Rückschläge und eigene Verluste ging. Sie vermieden weitgehend direkte Falschmeldungen, operierten mit Auslassungen und Zutaten, mit tendenziösen Hervorhebungen und Verharmlosungen sowie mit Beschönigungen, Verzögerungen und Verschleierungen.

## Radio Londres
Radio Londres war ein französischsprachiger Hörfunksender der BBC, der von 1940 bis 1944 auf Sendung war und dessen Inhalte von den Forces françaises libres gestaltet wurden.
Gesendet wurden der „Appell des 18. Juni“ von Charles de Gaulle und weitere Aufrufe zum Widerstand gegen die deutsche Besatzung, satirische Beiträge von Pierre Dac, Maurice Schumann und anderen sowie codierte Nachrichten an die Résistance in Frankreich. 1944 wurde mit dem Gedicht Chanson d’automne (Herbstlied) von Paul Verlaine die unmittelbar bevorstehende Landung der Alliierten in der Normandie angekündigt.

## Radio Oranje

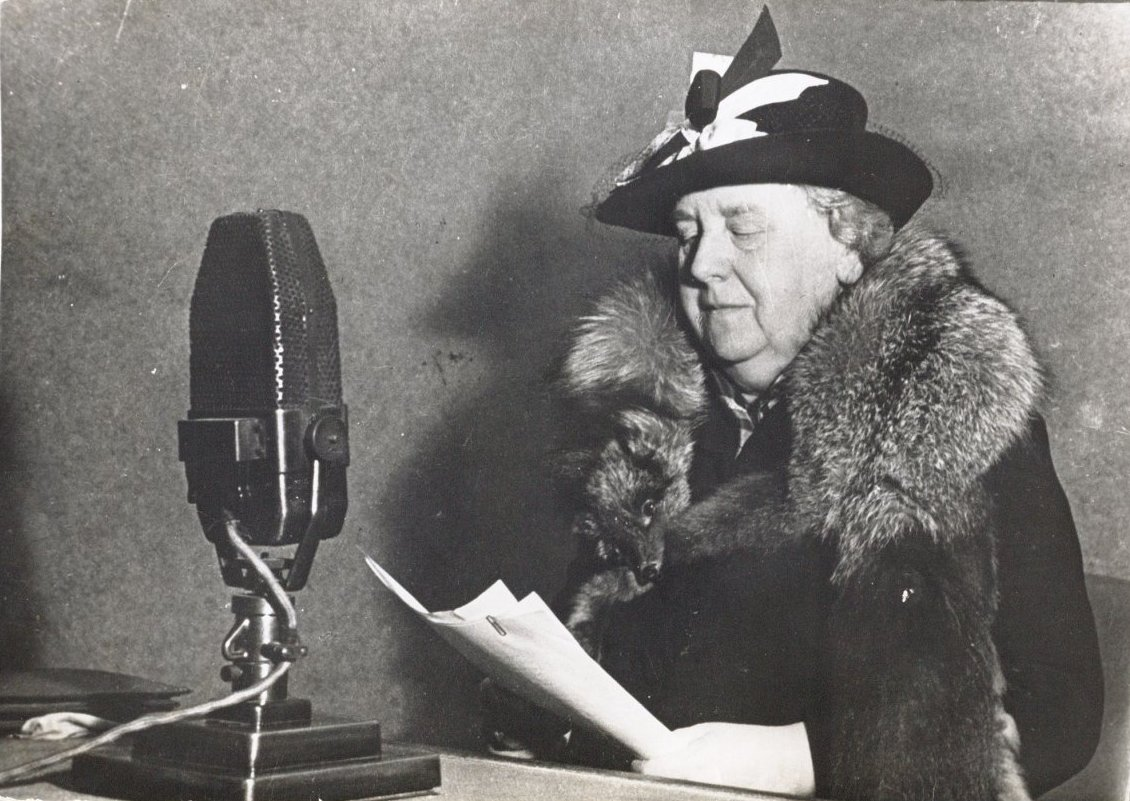
Königin Wilhelmina spricht auf Radio Oranje, 28. Juli 1940

Radio Oranje war ein niederländischer Hörfunksender, der für die niederländische Exilregierung täglich Sendungen aus dem Stratton House in London für die besetzten Niederlande produzierte, die die BBC sendete. Die Sendung wurde jeweils eingeleitet mit: „Hier Radio Oranje, die Stimme der kämpfenden Niederlande“.

## Radio Tokyo
Im Krieg in Ostasien setzten auch die Japaner ab 1943 verstärkt auf Rundfunkpropaganda gegen die Amerikaner, indem sie über Radio Tokyo die Sendung „The Zero Hour“ ausstrahlten. Für die überwiegend weiblichen Moderatoren, die Amerikanisch mit einem japanischen Akzent sprachen, bürgerte sich im GI-Sprachgebrauch der Begriff Tokyo Rose ein.